# Wapen van Hefshuizen

Het wapen van Hefshuizen

Het wapen van Hefshuizen werd op 1 augustus 1979  per Koninklijk Besluit door de Hoge Raad van Adel aan de Groninger gemeente Hefshuizen toegekend. Vanaf 1992 is het wapen niet langer als gemeentewapen in gebruik omdat de gemeente Hefshuizen zich hernoemde in de gemeente Eemsmond. Elementen uit het wapen keerden terug in het wapen van Eemsmond, vooral omdat dit wapen naar de geschiedenis van het gebied wijst. 

## Blazoenering
De blazoenering van het wapen luidt als volgt:
In azuur een zeemeermin van zilver, rechts boven vergezeld van een lelie van goud. Het schild gedekt met een gouden kroon van drie bladeren en twee parels. Wapenspreuk; "Ex Undis" in Latijnse letters van goud op een lint van azuur.

## Verklaring
Het wapen is samengesteld uit elementen uit de wapens van Uithuizen en Uithuizermeeden. De zeemeermin verwijst naar de verbondenheid met de zee. Zij komt uit het wapen van Uithuizermeeden. De spreuk Ex Undis betekent 'uit de golven' en is afkomstig uit het wapen van Uithuizen. De lelie ten slotte verwijst naar de familie Alberda, die een grote rol in het gebied heeft gespeeld.

## Verwante wapens

Wapen van Uithuizen
Wapen van Uithuizermeeden
Wapen van Eemsmond
Wapen van Alberda

Adorp
· Aduard
· Appingedam
· Baflo
· Bedum
· Beerta
· Bellingwedde
· Bellingwolde
· Bierum
· De Marne
· Delfzijl 
· Eemsmond
· Eenrum
· Ezinge
· Finsterwolde
· Grijpskerk
· Grootegast
· Haren
· Hefshuizen
· Hoogezand
· Hoogezand-Sappemeer
· Hoogkerk
· Kantens
· Kloosterburen
· Leek
· Leens
· Loppersum
· Marum
· Meeden
· Menterwolde
· Middelstum
· Midwolda
· Muntendam
· Nieuweschans
· Nieuwe Pekela
· Nieuwolda
· Noordbroek
· Noorddijk
· Oldehove
· Oldekerk
· Onstwedde
· Oosterbroek
· Oude Pekela
· Reiderland
· Sappemeer
· Scheemda
· Slochteren
· Stedum
· Ten Boer
· Termunten
· Uithuizen
· Uithuizermeeden
· Ulrum
· Usquert
· Vlagtwedde
· Warffum
· Wedde
· Wildervank
· Winschoten
· Winsum
· 't Zandt
· Zuidbroek
· Zuidhorn